# Belgisch kampioenschap mixed relay triatlon
Het Belgisch kampioenschap mixed relay triatlon is een jaarlijkse triatlonwedstrijd voor triatleten van 14 jaar en ouder, die zijn aangesloten bij een Belgische triatlonclub. Er wordt gestreden om de nationale titel. 
Een mixed relay ploeg bestaat bij de volwassenen uit 2 dames en 2 heren. De volgorde van aflossen is altijd dame-heer-dame-heer.
De wedstrijd gaat traditioneel over de supersprintafstand van ongeveer 300m open water zwemmen, 5km fietsen en 1.5km lopen. Elke atleet van het team legt de volledige afstand af alvorens de volgende atleet af te tikken. Stayeren tijdens het fietsen is toegelaten.

## Palmares
| Jaar | Plaats             | Winnaar | 2de    | 3de    |
| 2025 | Niet georganiseerd |         |        |        |
| 2024 | Niet georganiseerd |         |        |        |
| 2023 | Niet georganiseerd |         |        |        |
| 2022 | Niet georganiseerd |         |        |        |
| 2021 | Viersel            | ATRIAC  | SPTC   | KTT    |
| 2020 | Lille              | ATRIAC  | SMO    | SPTC   |
| 2019 | Lille              | ATRIAC  | SMO    | TRIGT  |
| 2018 | Lille              | ATRIAC  | TRIBE  | KTT    |
| 2017 | Lille              | SPTC    | ATRIAC | KTT    |
| 2016 | niet georganiseerd |         |        |        |
| 2015 | niet georganiseerd |         |        |        |
| 2014 | Sint-Laureins      | SMO     | ATRIAC | ATRIAC |
| 2013 | Zwevegem           | SMO     | ATRIAC | NLT    |